# Феномен Пруста
Феномен Пруста — способность запахов провоцировать воспоминания. Он получил название в честь французского писателя Марселя Пруста (фр. Marcel Proust).
«Феномен Пруста» — неофициальное название, оно не является научным термином.

## История термина
В опубликованном в 1913 году романе «По направлению к Свану», первой части главного литературного произведения М. Пруста «В поисках утраченного времени» литературный герой вспоминает события своей жизни и воспроизводит ассоциативные цепочки с помощью ассоциированных с ними запахов. Этот роман не был первым художественным произведением, в котором была описана связь памяти и обоняния, Пруст в этом смысле не был первопроходцем. В дальнейшем исследователи механизмов памяти назвали связь обоняния с памятью «феноменом Пруста» или «эффектом Пруста».
У Пруста запах действует в роли триггера, запускающего процесс бессознательного вспоминания визуальных образов.
В XX веке многие писатели и поэты самых разных жанров использовали феномен Пруста в своих произведениях, так что он стал литературным топосом.
На 2021 год феномен Пруста не является научным термином, при этом названный эффект активно изучается и в нейрофизиологии, и в литературоведении.

## Физиологический механизм
Связь между запахами и воспоминаниями относится к работе гиппокампа — части лимбической системы головного мозга, принимающей участие в формировании памяти.
Последовательность восприятия запаха и вспоминания события следующая:
1. рецепторы обонятельного эпителия носа обрабатывает попавшие к его клеткам молекулы пахучего вещества;
2. обонятельная луковица формирует собирательный образ запаха;
3. пириформная кора расшифровывает (опознаёт) запах
4. миндалевидное тело формирует эмоцию;
5. в гиппокампе вызывается ассоциированная с запахом цепочка воспоминаний;
6. в орбитофронтальной коре происходит осознание и принятие решения[1]. связанное с вызванным запахом воспоминанием.

Считается, что феномен Пруста касается преимущественно событий детства и значительно ярче и эмоциональнее, чем другие условия памяти. Такое мнение ошибочно, сила ассоциации запаха с воспоминаниями такая же, как и у звуков, изображений или других условий, сопровождавших памятное событие, использование запахов для вызова ассоцированных воспоминаний ничем не лучше других мнемонических методов.
Запахи могут являться эффективными стимулами памяти только в определённом контексте.